# スロボジア
スロボジア（ルーマニア語: Slobozia）は、ルーマニアのヤロミツァ県にある都市。同県の県都でもある。人口は2002年の時点で5万2710人。

## 地理
首都ブカレストから東へ120km、黒海の主要な港町であるコンスタンツァからは西へ150kmのところにある。付近にはヤロミツァ川が流れる。市街地から17kmほどのところにはブカレスト＝コンスタンツァA2高速道路（Autostrada Soarelui）が通っている。
自治体としての総面積は132.87 km2で、そのうちの13 km2がスロボジア市に指定されている。今日の行政形態では、スロボジアはスロボジア市とボラ・スロボジア・ヌア地域から成る。

## 経済
この地域の基幹産業は農業、農産物加工業、軽工業など。

## 文化
1990年にスロボジアは指揮者で作曲家のイヨネル・ペルレアの出身地として知られるようになり、展示館、活動部屋、書店、文化機関など彼の名を冠した建造物が続々と建てられた。
1993年にルーマニア正教会がスロボジアとカララシを管轄する教区を設けると、スロボジアにはその本部が置かれた。スロボジアの住民は98.6%が正教会を信仰しているが、教会では他の宗派でも祈祷ができる。

## 語源
「かわいそうな人々」を意味するヴァイデーイ（Vaideei、vai de eiと発音される）という村が街の前身である。現在の地名はルーマニア語のslobozieという語から来ており、さらにそれはスラヴ系言語で「無料」を意味するslobodという言葉が語源である。街は平野（バラガン平原）の中央部に位置するため、タタール人やオスマン帝国の攻撃を受けやすかった。そこで農民たちを励ますため、いくつかの税を免除したのである。

## 観光

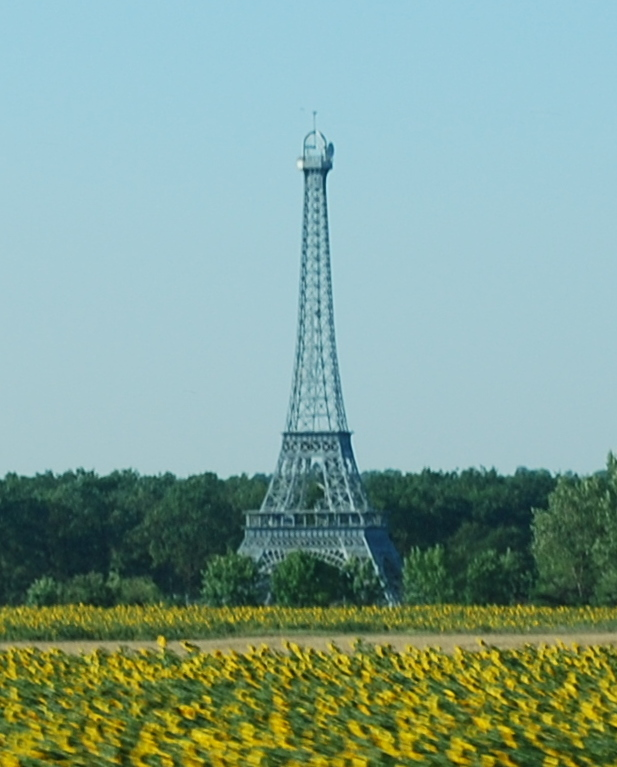
エッフェル塔のレプリカ

主だった見所として、市街から5kmほど離れたところにあるアマラ湖が挙げられる。湖周辺は温泉地として知られており、スロボジア駅から15分おきにマイクロバスが出ている。このほか、エッフェル塔を模した高さ54mの塔がある。

## 姉妹都市
- ヴェレス（マケドニア）
- シリストラ（ブルガリア）

## 出身有名人
- コルネル・セルネア - サッカー選手
- ミルセア・ディネスク - 詩人
- ペトル・フィリプ - 政治家
- アドリアン・ミハルセア - サッカー選手
- アドリアン・ピンテル